# Liste der Kulturdenkmale in Krayenberggemeinde
Die Liste der Kulturdenkmale in Krayenberggemeinde umfasst die als Ensembles, Straßenzüge und Einzeldenkmale erfassten Kulturdenkmale in der thüringischen Krayenberggemeinde.
Die Angaben in der Liste ersetzen nicht die rechtsverbindliche Auskunft der zuständigen Denkmalschutzbehörde.

## Legende
- Bild: zeigt ein Bild des Kulturdenkmals und gegebenenfalls einen Link zu weiteren Fotos des Kulturdenkmals im Medienarchiv Wikimedia Commons
- Bezeichnung: Name, Bezeichnung oder die Art des Kulturdenkmals
- Lage: Wenn vorhanden Straßenname und Hausnummer des Kulturdenkmals; Grundsortierung der Liste erfolgt nach dieser Adresse. Der Link Karte führt zu verschiedenen Kartendarstellungen und nennt die Koordinaten des Kulturdenkmals.
 Kartenansicht, um Koordinaten zu setzen – in dieser Kartenansicht sind Kulturdenkmale ohne Koordinaten mit einem roten bzw. orangen Marker dargestellt und können in der Karte gesetzt werden. Kulturdenkmale ohne Bild sind mit einem blauen bzw. roten Marker gekennzeichnet, Kulturdenkmale mit Bild mit einem grünen bzw. orangen Marker.
- Datierung: gibt das Jahr der Fertigstellung beziehungsweise das Datum der Erstnennung oder den Zeitraum der Errichtung an
- Beschreibung: bauliche und geschichtliche Einzelheiten des Kulturdenkmals, vorzugsweise die Denkmaleigenschaften
- ID: Die ID identifiziert das Kulturdenkmal eindeutig. In Thüringen sind aktuell keine IDs veröffentlicht. In der ID-Spalte kann sich auch folgendes Icon  befinden, dies führt zu Angaben zu diesem Kulturdenkmal bei Wikidata.

## Ensembles
| Bild | Bezeichnung          | Lage                                         | Datierung | Beschreibung | ID |
| ---- | -------------------- | -------------------------------------------- | --------- | ------------ | -- |
| BW   | Ensemble Schulstraße | Dietlas, Zur Alten Schule 4, 5, 7, 9 (Karte) |           |              |    |

## Einzeldenkmale

### Dietlas
| Bild | Bezeichnung                | Lage                                | Datierung | Beschreibung    | ID |
| ---- | -------------------------- | ----------------------------------- | --------- | --------------- | -- |
| BW   | Wohnhaus                   | Dietlas, Dorfstraße 2 (Karte)       |           |                 |    |
| BW   | Wohnhaus                   | Dietlas, Martinrodaer Weg 2 (Karte) |           |                 |    |
| BW   | Schloß Feldeck: Herrenhaus | Dietlas, Teichstraße 2 (Karte)      |           | mit Ausstattung |    |
| BW   | Schloß Feldeck: Park       | Dietlas, Teichstraße 2 (Karte)      |           |                 |    |
| BW   | Schloß Feldeck: Parkmauer  | Dietlas, Teichstraße 2 (Karte)      |           |                 |    |
| BW   | Wohnhaus                   | Dietlas, Zur Alten Schule 1 (Karte) |           |                 |    |

### Dorndorf
| Bild                           | Bezeichnung                           | Lage                                                                                                  | Datierung | Beschreibung    | ID |
| ------------------------------ | ------------------------------------- | --- | --------- | --------------- | -- |
| BW                             | Wohn- und Geschäftshaus               | Dorndorf, Alte Bahnhofstraße 1 (Karte)                                                                |           |                 |    |
| BW                             | Wohnhaus                              | Dorndorf, Alte Bahnhofstraße 2 (Karte)                                                                |           |                 |    |
| BW                             | Wohnhaus                              | Dorndorf, Alte Bahnhofstraße 4 (Karte)                                                                |           |                 |    |
| BW                             | Hofeinfriedung                        | Dorndorf, Alte Bahnhofstraße 4 (Karte)                                                                |           |                 |    |
| BW                             | Wohnhaus                              | Dorndorf, Alte Bahnhofstraße 5 (Karte)                                                                |           |                 |    |
| BW                             | Hofeinfriedung                        | Dorndorf, Alte Bahnhofstraße 5 (Karte)                                                                |           |                 |    |
| weitere Bilder Fotos hochladen | Ev. Pfarrkirche                       | Dorndorf, Alte Bahnhofstraße 7a (Karte)                                                               |           | mit Ausstattung |    |
| BW                             | Kirchhof                              | Dorndorf, Alte Bahnhofstraße 7a (Karte)                                                               |           |                 |    |
| BW                             | Umfassungsmauer                       | Dorndorf, Alte Bahnhofstraße 7a (Karte)                                                               |           |                 |    |
| BW                             | Brücke                                | Dorndorf, Eisenacher Straße o. Nr., B 62, Werraquerung am nördlichen Ortseingang (Karte)              |           |                 |    |
| BW                             | Wohnhaus                              | Dorndorf, Eisenacher Straße 10 (Karte)                                                                |           |                 |    |
| BW                             | Hofeinfriedung                        | Dorndorf, Eisenacher Straße 10 (Karte)                                                                |           |                 |    |
| BW                             | Wohnhaus                              | Dorndorf, Eisenacher Straße 13 (Karte)                                                                |           |                 |    |
| BW                             | Hofeinfriedung                        | Dorndorf, Eisenacher Straße 13 (Karte)                                                                |           |                 |    |
| BW                             | Sockelstein                           | Dorndorf, Eisenacher Straße 19 (Karte)                                                                |           |                 |    |
| BW                             | Wohnhaus                              | Dorndorf, Eisenacher Straße 21 (Karte)                                                                |           |                 |    |
| BW                             | Wohnhaus                              | Dorndorf, Eisenacher Straße 8 (Karte)                                                                 |           |                 |    |
| BW                             | Hofeinfriedung                        | Dorndorf, Feldastraße 3 (Karte)                                                                       |           |                 |    |
| BW                             | Hofanlage                             | Dorndorf, Feldastraße 6 (Karte)                                                                       |           |                 |    |
| BW                             | Wegweiserstein in Form eines Obelisks | Dorndorf, Frankfurter Straße o. Nr., K 504, Abzweig nach Unterzella, Flur 8, Flurstück 2493/7 (Karte) |           |                 |    |
| BW                             | Pfosten                               | Dorndorf, Lindengasse 13, 15 (Karte)                                                                  |           |                 |    |
| BW                             | Wohnhaus                              | Dorndorf, Lindengasse 7 (Karte)                                                                       |           |                 |    |
| BW                             | Hofeinfriedung                        | Dorndorf, Lindengasse 7 (Karte)                                                                       |           |                 |    |
| BW                             | Wohnhaus                              | Dorndorf, Querstraße 1 (Karte)                                                                        |           |                 |    |
| BW                             | Wohnhaus                              | Dorndorf, Querstraße 6 (Karte)                                                                        |           |                 |    |
| BW                             | Wohnhaus                              | Dorndorf, Querstraße 8 (Karte)                                                                        |           |                 |    |

### Kieselbach
| Bild                           | Bezeichnung                                                              | Lage                                                                                 | Datierung | Beschreibung    | ID |
| ------------------------------ | ------------------------------------------------------------------------ | ------------------------------------------------------------------------------------ | --------- | --------------- | -- |
| BW                             | Wohnhaus                                                                 | Kieselbach, Bachstraße 14 (Karte)                                                    |           |                 |    |
| BW                             | Wohnhaus                                                                 | Kieselbach, Bachstraße 2 (Karte)                                                     |           |                 |    |
| BW                             | Wohnhaus                                                                 | Kieselbach, Borngasse 6 (Karte)                                                      |           |                 |    |
| BW                             | Wohnhaus                                                                 | Kieselbach, Friedrich-Engels-Straße 3 (Karte)                                        |           |                 |    |
| BW                             | Torpfosten                                                               | Kieselbach, Friedrich-Engels-Straße 3 (Karte)                                        |           |                 |    |
| BW                             | Wohnhaus                                                                 | Kieselbach, Fuchsgasse 6 (Karte)                                                     |           |                 |    |
| BW                             | Hofumfassung                                                             | Kieselbach, Fuchsgasse 6 (Karte)                                                     |           |                 |    |
| BW                             | Wohnhaus                                                                 | Kieselbach, Johannesstraße 5 (Karte)                                                 |           |                 |    |
| BW                             | Hofumfassung                                                             | Kieselbach, Johannesstraße 5 (Karte)                                                 |           |                 |    |
| BW                             | Hofanlage                                                                | Kieselbach, Johannesstraße 8 (Karte)                                                 |           |                 |    |
| BW                             | Hofanlage                                                                | Kieselbach, Kreuzgasse 3 (Karte)                                                     |           |                 |    |
| weitere Bilder Fotos hochladen | Kirche Ausstattung Kirchhof Gefallenendenkmal / Evangelische Pfarrkirche | Kieselbach, Lindenberg 3a (Karte)                                                    |           |                 |    |
| BW                             | Evangelische Pfarrkirche                                                 | Kieselbach, Lindenberg 3a (Karte)                                                    |           | mit Ausstattung |    |
| BW                             | Kirchhof                                                                 | Kieselbach, Lindenberg 3a (Karte)                                                    |           |                 |    |
| BW                             | Gefallenendenkmal                                                        | Kieselbach, Lindenberg 3a (Karte)                                                    |           |                 |    |
| BW                             | Wohnhaus                                                                 | Kieselbach, Lindenberg 4 (Karte)                                                     |           |                 |    |
| BW                             | Lindenplatz (Anger)                                                      | Kieselbach, Lindenstraße o. Nr., nördlich der Kirche in Hanglage (Karte)             |           |                 |    |
| BW                             | Forsthaus mit Stallbau und Einfriedung                                   | Kieselbach, Lindenstraße 1 (Karte)                                                   |           |                 |    |
| BW                             | Theo-Neubauer-Schule                                                     | Kieselbach, Theo-Neubauer-Straße 2, 2a (Karte)                                       |           |                 |    |
| BW                             | Wegweiserstein                                                           | Kieselbach, B 84 (Abzweig nach Merkers-Kieselbach), Flur 8, Flurstück 2715/1 (Karte) |           |                 |    |

### Kirstingshof
| Bild | Bezeichnung | Lage                                  | Datierung | Beschreibung | ID |
| ---- | ----------- | ------------------------------------- | --------- | ------------ | -- |
| BW   | Wohnhaus    | Kirstingshof, Kirstingshof 15 (Karte) |           |              |    |

### Merkers
| Bild                           | Bezeichnung              | Lage                                           | Datierung | Beschreibung    | ID |
| ------------------------------ | ------------------------ | ---------------------------------------------- | --------- | --------------- | -- |
| BW                             | Wohnhaus                 | Merkers, Dr.-Günther-Deilmann-Straße 5 (Karte) |           |                 |    |
| BW                             | Wohnhaus                 | Merkers, Dr.-Günther-Deilmann-Straße 7 (Karte) |           |                 |    |
| BW                             | Alter Friedhof           | Merkers, Friedhofsweg o. Nr. (Karte)           |           |                 |    |
| BW                             | Hofanlage                | Merkers, Salzunger Straße 10 (Karte)           |           |                 |    |
| BW                             | Hofeinfriedung           | Merkers, Salzunger Straße 14 (Karte)           |           |                 |    |
| BW                             | Wohnhaus                 | Merkers, Salzunger Straße 15 (Karte)           |           |                 |    |
| BW                             | Hofeinfriedung           | Merkers, Salzunger Straße 15 (Karte)           |           |                 |    |
| BW                             | Wohnhaus                 | Merkers, Salzunger Straße 19 (Karte)           |           |                 |    |
| BW                             | Hofeinfriedung           | Merkers, Salzunger Straße 19 (Karte)           |           |                 |    |
| BW                             | Wohnhaus                 | Merkers, Salzunger Straße 21 (Karte)           |           |                 |    |
| BW                             | Hofanlage                | Merkers, Salzunger Straße 24 (Karte)           |           |                 |    |
| BW                             | Wohnhaus                 | Merkers, Salzunger Straße 29 (Karte)           |           |                 |    |
| BW                             | Wohnhaus                 | Merkers, Salzunger Straße 32 (Karte)           |           |                 |    |
| BW                             | Hofanlage                | Merkers, Salzunger Straße 36 (Karte)           |           |                 |    |
| BW                             | Hofanlage                | Merkers, Salzunger Straße 5 (Karte)            |           |                 |    |
| BW                             | Wohnhaus                 | Merkers, Salzunger Straße 6 (Karte)            |           |                 |    |
| weitere Bilder Fotos hochladen | Evangelische Pfarrkirche | Merkers, Schulstraße 3 (Karte)                 |           | mit Ausstattung |    |
| BW                             | Kirchhof                 | Merkers, Schulstraße 3 (Karte)                 |           |                 |    |